# Ngư Đài
Ngư Đài (tiếng Trung: 鱼台县, Hán Việt: Ngư Đài huyện) là một huyện thuộc địa cấp thị Tế Ninh (济宁市), tỉnh Sơn Đông, Trung Quốc. Huyện này có diện tích 654 km2, dân số năm 2001 là 450.000 người. Huyện Ngư Đài quản lý các đơn vị hành chính gồm 7 trấn, 3 hương.